# اندی کیلی
اندی کیلی (انگلیسی: Andy Keeley؛ زادهٔ ۱۶ سپتامبر ۱۹۵۶) بازیکن فوتبال اهل بریتانیا است.
از باشگاه‌هایی که در آن بازی کرده‌است می‌توان به باشگاه فوتبال اسکانتورپ یونایتد، باشگاه فوتبال تاتنهام هاتسپر، و باشگاه فوتبال شفیلد یونایتد اشاره کرد.